# Histoire TV
Pour les articles homonymes, voir Histoire (homonymie).
Ne doit pas être confondu avec History (chaîne de télévision américaine) ou History (chaîne de télévision canadienne).
Histoire TV, anciennement Histoire (stylisé histoire), est une chaîne de télévision thématique française du groupe TF1 consacrée à l'histoire.

## Historique
La chaîne de télévision Histoire a été lancée le 14 juillet 1997 par une holding publique (France Télévisions, l'Ina et La Sept-Arte) et par des actionnaires privés (Pathé, Wanadoo et Suez).
Depuis la fin du mois de juin 2004, Histoire fait intégralement partie du groupe TF1 et est ainsi privatisé.
Son principal concurrent est la chaîne Toute L'Histoire.
Patrick Buisson, qui était son directeur général entre 2007 et 2018, serait parvenu à faire financer la chaîne pendant un temps grâce à sa proximité avec le président Nicolas Sarkozy. Buisson fait également engager son fils Georges jusqu'à ce que ce dernier soit « exfiltré » sur la chaîne Stylia après des dissensions avec son père.
Fin juillet 2015, TF1 rachète à Discovery Communications les parts qui lui manquaient dans la chaîne Histoire ainsi que dans Ushuaïa TV et TV Breizh en échange de ses parts dans Eurosport ; TF1 devient donc unique propriétaire de la chaîne Histoire.
Le 4 décembre 2019 à 20 h 40, la chaîne devient Histoire TV et adopte un nouveau logo ainsi qu'un nouvel habillage antenne.

### Identité visuelle (logo)

Logo d'Histoire du 14 juillet 1997 au 4 octobre 2009.
Logo d'Histoire du 5 octobre 2009 au 4 décembre 2019.
Logo de la chaîne depuis le 4 décembre 2019.
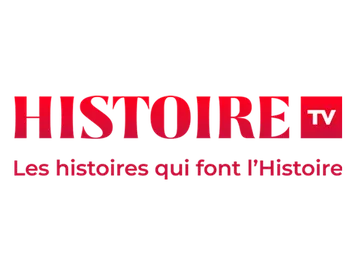
Logo alternatif avec le slogan.

### Slogan
- « Les histoires qui font l'Histoire ».

## Organisation

### Capital
Le capital de la chaîne est de 937 140 euros, détenu à 100 % par le groupe TF1.

### Direction
Patrick Buisson a dirigé la chaîne de octobre 2007 à septembre 2018.
Christophe Sommet est directeur général depuis le 21 septembre 2018.

## Programmes
Le matin, Histoire TV propose des encyclopédies documentaires à vocation pédagogique et le soir, des documentaires historiques, des entretiens, des enquêtes ou des archives mais aussi des téléfilms et films de cinéma.
- Historiquement Show : émission présentée par Michel Field jusqu'en septembre 2015, puis par Jean-Christophe Buisson. L'animateur revient sur l'histoire du monde en invitant sur son plateau 3 ou 4 spécialistes parmi lesquels : Dominique Jamet, Stéphane Courtois, Nicolas Baverez, Pierre-André Taguieff, etc.
- Histoire fait son cinéma : émission présentée tous les jeudis soir par l'historien Jean Tulard présente un film historique.
- La science-fiction fait son cinéma documentaire réalisé par de Lyndy Saville.
- Les génies de la musique de Lyndy Saville.

D'autres émissions furent par la suite supprimées :
- Le Journal de L’histoire : toute l'actualité de l'histoire était présentée par Jacques Legros.
- Le forum de l'Histoire : le journaliste Vincent Hervouët ou la journaliste Diane Ducret répondaient aux questions que les internautes posent sur le site web de la chaîne. En compagnie d'invités (historiens, enseignants…).
- Vive le Patrimoine : émission présentée par Valérie Expert, revenait sur l'actualité du patrimoine.
- Ramsès, Lucie et Cie, émission dans laquelle intervenait Violaine Vanoyeke avec sa séquence "Correspondances" qui lui permettait de faire un parallélisme entre l'histoire antique et l'histoire présente, concept qu'elle avait créé pour RMC.
- On n'a rien inventé
- Une paix impossible, série documentaire en 8 épisodes, centré sur les évènements précédant la Seconde Guerre mondiale.
- Nazi la fabrique du mal en 6 épisodes, réalisé par Laurence Durkin.
- L'Ombre d'un doute présenté par Franck Ferrand.
- Quand la guerre profite au crime réalisé par Alec Lindsell.
- Enquête au Moyen Âge de Jeremy Freeston.
- Les Balkans à feu et à sang en 3 épisodes réalisé par Veronika Mendler et Franziska Tiesenhau.
- Un âge de fer, la guerre de Trente Ans réalisé par Philippe Bérenger et Henrike Sandner.
- Des Monuments et des Hommes en 3 saisons.
- Civilisation série documentaire réaliser par Ashley Gething, Matthew G Hill, Tim Niel.
- Le siècle de l'Asie émission documentaire par Dilly Barlow.
- L'Asie dans la Grande Guerre documentaire de Gahlot Mandakini.
- La guerre de Crimée : la Première Guerre mondiale réalisé par Denis Bespalyi.
- Charité série historique de Sönke Wortmann.
- L'Angleterre en Blitz présenté par Michael Buerk, Angellica Bell et Rob Bell.
- Henri Guilemin présente réalisé apr Claude Goretta, Pierre Barde et Maurice Huet.
- Archives du XXe siècle produits par Jean José Marchand.
- Le ciel des hommes réalisé par Adam Luria.
- Brèves d'Histoire présenté par Jean-Paul Rouland.
- La guerre moderne mode d'emploi de Marc Tiley.
- Les impressionnistes de Waldemar Januszcak.
- L'Italie passe à table de Jesus Garces Lambert.
- Révélations monumentales de Félicie Derville, Mickael Collas, Agnès Bu.
- Le génie des temps obscurs de Waldemar Januzczak.
- La guerre des As de Fabrice Hourlier.
- La Seconde Guerre mondiale en chiffre de Mike Ibeji.
- La Premier Guerre mondiale en chiffre de Ian Levison.
- 75 ans après, le jour le plus long de Jamie Kasthner.
- Enfants du soleil de Sigrun Laste, Anne Holländer, Carsten Oblä.
- La guerre d'Algérie de Peter Batty.
- Anciens bâtisseurs de Yohann Thiriet et Thierry Besnard.
- KGB : le sabre et le bouclier de Jamie Doran.
- New York, ton univers impitoyable de Matthew Galkin.
- The Lost Tapes de Tom Jennings

Parmi les programmes qui ont marqué Histoire TV, on peut citer les retransmissions des procès Barbie, Touvier et Papon.

## Diffusion
Histoire TV est diffusée en France, Suisse, Belgique, Luxembourg et dans les pays d'Afrique francophone. À son lancement, Histoire était diffusée par câble et par satellite. En 2005, Histoire compte 4 millions d'abonnés. Depuis le 2 janvier 2012, elle est diffusée sur les bouquets optionnels des box ADSL de Bouygues, SFR, Orange et Darty, seul Free la distribuait en dehors de Canalsat et TPS en option (€0,49) depuis 2003.